# Karl Brutzer
Karl Brutzer (* 22. Juli 1894 in Weingarten (Baden); † 7. März 1964 in Karlsruhe) war ein Maler des Deutschen Impressionismus.

## Leben
Brutzer entstammte einer wohlhabenden Familie aus Weingarten. Der gleichnamige Vater Karl Brutzer hatte sich vom Thaeaterschreiner zum Sänger am Staatstheater hochgearbeitet und war auch kaufmännisch erfolgreich. Alle drei Kinder waren kulturell interessiert. Der jüngere Sohn Friedrich wurde Cellist. Tochter Friedel heiratete den Schriftsteller Hans Heid. Der älteste Sohn Karl junior schließlich studierte Malerei an der Kunstgewerbeschule Karlsruhe.
Karl Brutzer und seinen Geschwistern diente die außerhalb von Weingarten vom Vater im Gewann Unterer Heuberg um 1900 errichtete Villa Wald-Frieden als Rückzugsort und als Treffpunkt mit befreundeten Künstlern. Unter anderem waren dort die Maler August Kutterer und Wilhelm Martin zu Gast.
Der Erste Weltkrieg brachte eine erste Zäsur in Brutzers Entwicklung, als er und sein Bruder zum Wehrdienst eingezogen wurden. Sein Bruder fiel 1918. Nach Kriegsende nahm Karl Brutzer sein Studium wieder auf, dieses Mal an der Staatlichen Akademie der Bildenden Künste Karlsruhe. Er war Schüler von Hans Adolf Bühler und Meisterschüler des Spätimpressionisten Albert Haueisen. Im Anschluss an sein Studium war er ab 1927 freischaffend tätig.
Im Jahr 1932 unternahm er eine Studienreise nach Ungarn. Nach 1933 erhielt er Berufsverbot. 1937 zog er nach Stuttgart um, wo er heiratete und im Kunsthaus Schubert-Locke arbeitete. In den Kriegswirren ging in Stuttgart ein Großteil seines frühen Werks verloren. In den Jahren 1943–1944 war er Soldat. Als er krank aus der Kriegsgefangenschaft zurückkehrte, bewarb er sich wie viele andere Karlsruher Malerkollegen um eine Stelle an der Kunstakademie, hatte mit seiner Bewerbung jedoch keinen Erfolg.
Die Eltern waren inzwischen von Weingarten in eine 1926 erbaute repräsentative Villa in Durlach umgezogen, in der ab 1948 auch Karl Brutzer mit seiner Frau lebte und arbeitete.

## Künstlerisches Schaffen
Wenngleich Brutzer einige Reisen ins Ausland unternommen hatte, bevorzugte er Sujets seiner südwestdeutschen Heimat (u. a. Bodensee-Landschaften), weiterhin impressionistische Stillleben und Porträts. Nach 1945 nahm sein Werk auch Züge des Expressiven Realismus an.
Eine bekannte frühe Arbeit des Malers, die das Haus des Bildhauers Karl Albiker zeigt, lässt den unverwechselbaren Stil des späteren Werkes in nuce schon erkennen: „Ein Gemälde von Karl Brutzer, das vor dem Fortgang Albikers 1920 an die Dresdner Akademie entstanden sein muss, bildet den Garten mit einer großen Statue ab, zweifellos ein Werk des Hausherrn.“

## Ausstellungen
- 1923 und 1924 im Badischen Kunstverein Karlsruhe zusammen mit Albert Schneller.
- 1953 Dritte Deutsche Kunstausstellung, Dresden[2]
- 1954 (19. Dez. – 9. Jan.) Badischer Kunstverein, Karl Brutzer, O.M. Gander, A.W. Hofmann, Else Mögelin, Karl Sulzer
- 1956 Deutsche Landschaft, Staatliche Galerie Moritzburg, Halle
- 1966 Gedächtnisausstellung Karl Brutzer, Badischer Kunstverein Karlsruhe
- 1966 (2.–30. Januar) 8 Karlsruher Künstler: Brutzer, Roßwaag, Graef, Winkler, Goettl, Horn-Zippelius, Oertel und Zabotin, Badischer Kunstverein,
- 1975 Galerie Hardy Schneider-Sato

## Werke (Auswahl)
Werke von Brutzer befinden sich in der Staatlichen Kunsthalle Karlsruhe und in der Städtischen Galerie Karlsruhe (ehem. Städtische Kunstsammlungen Karlsruhe). Impressionistische Arbeiten vor seinem Berufsverbot sind seltener anzutreffen, als spätere Arbeiten. Dazu beigetragen hat, dass während des Zweiten Weltkriegs sein Atelier bei einem Bombenangriff zusammen mit 150 Arbeiten zerstört wurde.
- „Schlosspark Karlsruhe“
- „Haus Albiker“, vor 1920
- „Selbstbildnis“, 1923
- „Turmberg bei Durlach im Frühling“
- „Abstraktes Stilleben mit Krügen und Blumenvasen“
- „Kartenspielender“ (gezeigt auf der 3. deutschen Kunstausstellung, Dresden 1953)